# سونوسوکه ناگاشیرو
سونوسوکه ناگاشیرو (انگلیسی: Sōnosuke Nagashiro؛ زادهٔ ۲۲ ژانویهٔ ۱۹۷۵) صداپیشگی در ژاپن اهل ژاپن است.